# Vienna (Virginia)
 For alternative betydninger, se Vienna. (Se også artikler, som begynder med Vienna)
Vienna er en by i Fairfax County i den amerikanske delstat Virginia, 15 kilometer vest for Washington, DC. Byen hed oprindeligt Ayr Hill, og fik sit nuværende navn i slutningen af 1850'erne. Byen har 16.473(2020) indbyggere.